# Proviseux-et-Plesnoy
 Proviseux-et-Plesnoy  es una población y comuna francesa, en la región de Picardía, departamento de Aisne, en el distrito de Laon y cantón de Neufchâtel-sur-Aisne.

## Demografía
| 166 | 150 | 107 | 117 | 110 | 102 |
| Para los censos de 1962 a 1999 la población legal corresponde a la población sin duplicidades (Fuente: INSEE [Consultar]) |     |     |     |     |     |